# انجمن بین‌المللی حقوقدانان دموکراتیک
انجمن بین‌المللی حقوقدانان دموکراتیک (IADL) یک سازمان بین‌المللی از انجمن‌های نظریه‌پرداز حقوق چپ (گرایش سیاسی) و ترقی‌خواهی با بخش‌ها و اعضا در قلمرو ۵۰ کشور است. IADL علاوه بر تسهیل تماس و تبادل نظر بین وکلای همه کشورها، برای تحقیق در زمینه موضوعات حقوقی مؤثر بر حقوق انسانی، سیاسی و اقتصادی تلاش می‌کند، کمیسیون‌های بین‌المللی تحقیق و کنفرانس‌های مربوط به نگرانی‌های حقوقی و قضایی را ترتیب می‌دهد، و در ماموریت‌های ناظر بین‌المللی حقوقی شرکت می‌کند. انجمن از طریق فعالیت‌های خود به عنوان یک سازمان مشاوره شناخته شده و با سازمان ملل، یونسکو و یونیسف فعالیت می‌کند.

## تاریخچه
انجمن بین‌المللی حقوقدانان دموکراتیک در سال ۱۹۴۶ در پاریس تأسیس شد. IADL به زودی تحت کنترل کمونیست‌ها قرار گرفت و فشار ایالات متحده زمانی تشدید شد که به آنها اثبات رسیده بود که ایالات متحده پشه‌های مسموم شده بر کره شمالی و غیرنظامیان شکنجه شده را در طول جنگ کره منتشر کرده‌است. رنه کاسین در نتیجه در سال ۱۹۵۱ ریاست خود را از این سازمان استعفا داد، و ایالات متحده با موفقیت لابی کرد که فرانسه دفتر مرکزی را که از جبهه کمونیستی از پاریس در نظر گرفته بود، اخراج کند. در پاسخ، آژانس اطلاعات مرکزی بودجه کمیسیون بین‌المللی حقوقدانان را تأمین کرد. به عنوان مثال، در سال ۱۹۹۰، اتحاد جماهیر شوروی سوسیالیستی با ۱۰۰٬۰۰۰ دلار آمریکا این سازمان را تأمین مالی کرد.
از سال ۱۹۶۷، IADL یکی از سازمانهای غیردولتی اصلی بود که با وضعیت مشاوره II با ECOSOC موافقت کرد و در یونسکو و یونیسف نماینده بود. این انجمن همچنین عضو کنفرانس سازمان‌های مردم نهاد (CONGO) سازمان ملل است.

## مرکز فرماندهی
دفتر مرکزی بین‌المللی بروکسل، بلژیک
دبیرخانه بین‌المللی Tokyo, Japan

## سازمان
انجمن بین‌المللی حقوقدانان دموکراتیک بر اساس سازمان‌های عضو نهاد، بخش‌های منطقه ای و وابسته، گروه‌ها و عضویت فردی سازماندهی می‌شود و با عضویت ۲۰۰۰۰۰ عضو تشکیل می‌شود.
اعضای نهادی:
- بنگلادش - انجمن وکلای دمکراتیک بنگلادش (DLAB)[۸]
- بلژیک - شبکه وکالت پیشرفت[۸] از سال ۲۰۱۰ دارای دفاتر در Antwerp و بروکسل است.[۹]
- بلغارستان - اتحادیه حقوقدانان در بلغارستان[۸]
- کوبا - Unión Nacional de Juristas de Cuba[۸]
- فنلاند - Suomen Demokraattiset Lakimiehet (Oikeuspoliittinen yhdistys Demla)[۱۰]
- فرانسه - Droit Solidarité[۸]
- آلمان (غرب) - Vereinigung Demokratischer Juristen Deutschlands[۱۱]
- ایتالیا - Giuristi Demiii[۸]
- هند - اتحادیه وکلای کل هند[۸]
- هند - انجمن وکلای هند[۸]
- ژاپن - انجمن همبستگی بین‌المللی حقوقدانان ژاپن (JALISA)[۸]
- مراکش - انجمن Marocaine des Droits Humains[۸]
- کره شمالی - سازمان وکلای دمکراتیک کره[۸]
- فیلیپین - اتحادیه ملی وکلای مردم (NUPL)[۸]
- انگلستان - جامعه وکلای Haldane وکلا سوسیالیست[۸]
- ایالات متحده - انجمن صنفی وکلای ملی[۸]

اعضای منطقه ای و وابسته:
- اتحادیه حقوقدانان عرب[۸]
- انجمن حقوقدانان آمریکا[۸]
- مرکز حقوق بشر فلسطین[۸]
- اتحادیه وکلای اروپایی برای دموکراسی و حقوق بشر در جهان[۸]
- وکلای اروپایی برای دموکراسی و حقوق بشر
- وکلای دمکراتیک اروپا. سازمان‌های عضو آن عبارتند از:[۱۲]
  - بلژیک - Le Syndicat des Avocats pour la Démocratie (SA D.)
  - فرانسه - Le Syndicat des Avocats de France (SAF))
  - آلمان - Der Republikanische Anwältinnen und Anwälteverein (RAV)
  - ایتالیا - La Confederazione Nazionale Delle Associazioni Sindicali Forensi d 'Italia
  - ایتالیا - L'Iniziativa Democratica Forense (IDF))
  - ایتالیا - تیم حقوقی ایتالیا (LTI))
  - هلند - De Vereniging Sociale Advokatuur Nederland (VSAN)
  - اسپانیا - L 'Associació Catalana per la Defensa dels Drets Humans (ACDDH)
  - اسپانیا - La Asociación Libre de Abogados (ALA)
  - اسپانیا - Euskal Herriko Abokatuen Elkartea (ESKUBIDEAK)

## فعالیت‌ها
- انجمن بین‌المللی حقوقدانان دموکراتیک تیمی را برای تحقیق درمورد ادعاهای جنگ بیولوژیکی در جنگ کره در سال ۱۹۵۱ اعزام کرد و «گزارش مربوط به جنایات ایالات متحده در کره» را منتشر کرد و ادعا کرد ایالات متحده در جنگ کره از سلاح‌های بیولوژیکی استفاده کرده‌است.[۱۳]
- در سال ۲۰۰۶، IADL ادعا کرد که مأموریت ثبات سازمان ملل در هائیتی توسط آمریکا دستکاری شده‌است و خواستار آزادی اعضای حزب چپ، فانمی لاوالاس بود.[۱۴]
- انجمن بین‌المللی حقوقدانان دموکراتیک از روابط curiae AMICUS با آمریکا دیوان عالی کشور در سال ۲۰۰۹ به آزاد پنج افسر اطلاعاتی کوبا که در میامی توطئه محکوم شدند به ارتکاب جاسوسی و قتل.[۱۵]
- انجمن بین‌المللی حقوقدانان دموکراتیک در سال ۲۰۱۲ با استفاده از نیروی نظامی علیه سوریه و ایران مخالفت کرد.[۱۶]

وضعیت مشورتی ECOSOC
IADL در سالهای ۱۹۵۴، ۱۹۵۵، ۱۹۵۷ و ۱۹۵۹ با شورای اقتصادی و اجتماعی سازمان ملل متحد وضعیت مشاوره گروه B درخواست کرد، اما این درخواست رد شد. درخواست در سال ۱۹۶۷ پذیرفته شد. در اواخر سال ۱۹۶۷، ۳۷۷ سازمان غیردولتی (سازمان‌های غیردولتی) وجود داشت که شورای اقتصادی و اجتماعی سازمان ملل متحد می‌تواند در مورد سؤالاتی که به آنها مربوط می‌شود مشورت کند. این سازمان‌ها به سه گروه تقسیم می‌شوند کسانی که در رده A قرار دارند و علاقه اصلی به بیشتر فعالیتهای شورا دارند. کسانی که در رده B قرار دارند، صلاحیت خاصی دارند، اما فقط به معدود فعالیتهای شورا مربوط می‌شوند؛ و کسانی که سهم بسزایی در انجام کار شورا دارند، که برای مشاوره‌های موقت در یک فهرست ثبت شده‌اند. در اواخر سال ۱۹۶۷، ۱۴۳ سازمان غیردولتی با وضعیت طبقه B فعالیت داشتند.